# 1910 dans le catholicisme
Chronologie du catholicisme
- 1906
- 1907
- 1908
- 1909
- 1910
- 1911
- 1912
- 1913
- 1914

Cet article présente les faits marquants de l'année 1910 dans le catholicisme.

## Évènements
- 26 mai : Editae Saepe, encyclique de Pie X sur saint Charles Borromée
- 8 aout : Décret Quam singulari, de Pie X sur la première communion
- 7 au 11 septembre : Congrès eucharistique de Montréal.

## Naissances
- 1er janvier : 
  - Alois Grillmeier, cardinal et théologien allemand († 13 septembre 1998)
  - Anselme Massouémé, prêtre puis haut-fonctionnaire congolais, assassiné († 15 février 1965)
- 4 janvier : Guillaume-Marie van Zuylen, prélat belge, évêque de Liège († 2 avril 2004)
- 12 janvier :
  - Géry Leuliet, prélat français, évêque d'Amiens († 1er janvier 2015)
  - José Salazar López, cardinal mexicain, archevêque de Guadalajara († 9 juillet 1991)
- 21 janvier : René Boudon, prélat français, évêque de Mende († 26 mai 1994)
- 3 février : Pierre-Marie Rougé, prélat français, évêque de Nîmes († 16 juin 1977)
- 11 février : Jean Kerlévéo, prêtre, juriste et historien français († 6 février 2000)
- 17 février : Bienheureuse Cecilia Eusepi, laïque et militante catholique italienne († 1er octobre 1928)
- 5 mars : Sainte Jacinthe Marto, fillette portugaise témoin des apparitions mariales de Fátima († 20 février 1920)
- 11 mars : Pius Kerketta, prélat indien, archevêque de Ranchi († 20 mai 1993)
- 12 mars : László Lékai, cardinal hongrois, archevêque d'Esztergom († 30 juin 1986)
- 19 mars : Joseph Chardronnet, prêtre et auteur français († 1er décembre 2001)
- 25 mars : Pierre Narbaitz, prêtre et historien français, écrivain et académicien de langue basque († 16 août 1984)
- 2 avril : Achille Glorieux, prélat français, diplomate du Saint-Siège et archevêque titulaire de Beverley († 22 septembre 1999)
- 4 avril : Barthélemy Boganda, prêtre défroqué et homme politique centrafricain († 29 mars 1959)
- 9 avril : François Élard, prêtre français, traducteur de la Bible en breton († 20 août 1988)
- 17 avril : Bruno Desrochers, prélat canadien, évêque de Sainte-Anne-de-la-Pocatière († 6 octobre 1976)
- 19 avril : Robert Bourgeois, prêtre et résistant français mort en déportation († 4 avril 1944)
- 3 mai : François Kervéadou, prélat français, évêque de Saint-Brieuc et Tréguier († 8 janvier 1983)
- 14 mai : 
  - André Bontems, prélat français, archevêque de Chambéry († 3 mars 1988)
  - Opilio Rossi, cardinal italien de la Curie, précédemment diplomate du Saint-Siège et archevêque titulaire d'Ancyre (de) († 9 février 2004)
- 4 juin : Sergio Pignedoli, cardinal italien de la Curie, précédemment diplomate du Saint-Siège et archevêque titulaire d'Iconium (de) († 15 juin 1980)
- 12 juin : Antonio Poma, cardinal italien, archevêque de Bologne († 24 septembre 1985)
- 15 juin : Anton Luli, prêtre jésuite albanais, victime de persécutions († 9 mars 1998)
- 17 juin : Serafin Kaszuba, prêtre capucin et vénérable polonais († 29 septembre 1977)
- 10 juillet : Bienheureuse Sancie Szymkowiak, religieuse polonaise († 29 août 1942)
- 12 juillet : Louis-Marie Parent, prêtre et missionnaire canadien († 17 mai 2009)
- 10 août : Gordon Joseph Gray, cardinal écossais, archevêque de Saint Andrews et Édimbourg († 19 juillet 1993)
- 23 août : Alfons Maria Stickler, cardinal autrichien de la Curie († 12 décembre 2007)
- 1er septembre : Edoardo Pecoraio (en), prélat italien, diplomate du Saint-Siège et archevêque titulaire de Cumae (de) († 9 août 1986)
- 6 septembre : Gabriel Éliès, prêtre, directeur d'école et écrivain français de langue bretonne († 9 avril 1978)
- 10 septembre : Franz Hengsbach, cardinal allemand, évêque d'Essen († 24 juin 1991)
- 16 septembre : André Loucheur, prélat et missionnaire français, premier évêque de Bafia († 30 mars 1998)
- 4 octobre : Bernard Lalande, prêtre français, engagé pour la paix († 3 avril 1998)
- 6 octobre : Joseph-Floribert Cornelis, prélat bénédictin belge, missionnaire au Congo-Kinshasa puis au Brésil († 20 décembre 2001)
- 9 octobre : Jacques Savey, prêtre dominicain et résistant français, mort à Bir Hakeim, compagnon de la Libération († 11 juin 1942)
- 18 octobre : Bienheureux Justo Gil Pardo, religieux et martyr espagnol († 28 novembre 1936)
- 24 octobre : Paul-Joseph-Marie Gouyon, cardinal français, archevêque de Rennes († 26 septembre 2000)
- 26 octobre : John Joseph Krol, cardinal américain, archevêque de Philadelphie († 3 mars 1996)
- 31 octobre : Bienheureux Maurice Tornay, prêtre, missionnaire au Tibet et martyr suisse († 11 août 1949)
- 2 novembre : Louis Favre, prêtre français, résistant fusillé, Juste parmi les nations († 16 juillet 1944)
- 17 novembre : Bienheureux Joseph Jankowski, prêtre et martyr polonais du nazisme († 16 octobre 1941)
- 18 novembre : Bienheureux Mario Vergara, prêtre, missionnaire en Birmanie et martyr italien († 25 mai 1950)
- 6 décembre : Joseph Persat, prêtre français, engagé en faveur des plus démunis († 8 janvier 1995)
- 8 décembre : Bernard Bouveresse, prêtre et résistant français († 18 mars 1995)
- 27 décembre : Bienheureux Josef Mayr-Nusser, militant catholique opposé au nazisme et martyr italien († 24 février 1945)

## Décès
- 8 janvier : Francesco Satolli, cardinal italien de la Curie, précédemment diplomate du Saint-Siège et archevêque titulaire de Naupacte (de) (° 21 juillet 1839)
- 6 février : Saint Alphonse-Marie Fusco, prêtre italien, fondateur des Sœurs de saint Jean Baptiste (° 23 mars 1839)
- 10 février : Adolphe Julien Fouéré, prêtre et sculpteur français (° 4 septembre 1839)
- 18 mars : François Labeuche, prélat français, évêque de Belley (° 22 octobre 1851)
- 26 mars : Abbondio Cavadini, prélat jésuite et missionnaire suisse, évêque de Mangalore (° 5 mars 1846)
- 3 avril : Joseph Marie Vilaseca i Aguilera, prêtre espagnol, fondateur des Missionnaires de saint Joseph et des Sœurs de saint Joseph de Mexico, serviteur de Dieu(° 19 janvier 1831)
- 6 avril : 
  - John Cameron, prélat canadien, évêque d'Antigonish, précédemment évêque titulaire de Titiopolis (de) (° 16 février 1827)
  - Bienheureux Michel Rua, prêtre salésien italien, collaborateur de Don Bosco (° 9 juin 1837)
- 23 avril : Bienheureuse Thérèse-Adélaïde Manetti, religieuse et fondatrice italienne (° 2 mars 1846)
- 27 mai : Pierre-Xavier Mugabure, prélat et missionnaire français, archevêque de Tokyo (° 1er septembre 1850)
- 11 juin : Bienheureuse Marie Schininà, religieuse et fondatrice italienne (° 10 avril 1844)
- 10 juillet : Henri Huvelin, prêtre français connu pour avoir participé à la conversion de Charles de Foucauld (° 7 octobre 1838)
- 23 août : Joseph-Marie Lavest, prélat et missionnaire français, préfet apostolique du Kouang-si et évêque titulaire de Sophène (de) (° 23 mai 1852)
- 5 septembre : Franz Xaver Haberl, prêtre, musicien et musicologue allemand (° 12 avril 1840)
- 7 octobre : Jean-Baptiste Cerlogne, prêtre et linguiste italien (° 6 mars 1826)
- 22 octobre : Constant Guillois, prélat français, évêque du Puy-en-Velay (° 26 février 1833)
- 24 novembre : Alessandro Sanminiatelli Zabarella, cardinal italien de la Curie (° 3 août 1840)
- 10 décembre : Édouard-Adolphe Cantel, prélat français, évêque d'Oran (° 22 juin 1836)
- 19 décembre : Johann Hirschberg, prêtre et homme politique allemand (° 12 février 1847)